# Vlag van Nieuwvliet

Vlag van Nieuwvliet

De vlag van Nieuwvliet was een concept gemeentevlag voor de Zeeuwse gemeente Nieuwvliet. Deze vlag is in 1970 door ir. A.J. Beenhakker ontworpen omdat Nieuwvliet geen eigen vlag had. De beschrijving luidt: 
Gedeeld volgens de broekdiagonaal van blauw en wit, op het blauw een witte sleutel en op het wit een blauwe wassenaar.
De kleuren van de vlag en de wassenaar is ontleend aan het gemeentewapen, terwijl de sleutel verwijst naar de bijnaam van het dorp: "Sinte Pier" = Sint-Pieter, wiens embleem de sleutel was.
Tot 1 april 1970 vormde Nieuwvliet een zelfstandige gemeente, toen ging het op in de nieuwe gemeente Oostburg en daardoor is de concept gemeentevlag geannuleerd. Later werd het ontwerp aangenomen als dorpsvlag. Op 1 januari 2003 werd de gemeente Oostburg opgeheven, sindsdien maakt Nieuwvliet deel uit van de gemeente Sluis.

## Verwante afbeelding

Het wapen van Nieuwvliet

Boschkapelle
· Cadzand
· Clinge
· Eede
· Graauw en Langendam
· Haamstede
· 's-Heer Arendskerke
· 's-Heerenhoek
· Heille
· Heinkenszand
· Hengstdijk
· Hoedekenskerke
· Hoek
· Hoofdplaat
· Koewacht
· Kwadendamme
· Nieuwerkerk
· Nieuwvliet
· Ossenisse
· Ouwerkerk
· Overslag
· Philippine
· Retranchement
· Rilland
· Scharendijke
· Serooskerke (Schouwen-Duiveland)
· Serooskerke (Veere)
· Sint Anna ter Muiden
· Sint-Annaland
· Sint Kruis
· Sirjansland
· Stoppeldijk
· Yerseke